# ネイサン・ラーナー
ネイサン・ラーナー（Nathan Lerner、1913年 - 1997年2月8日）はアメリカの写真家。彼は『非現実の王国で』の著者であるヘンリー・ダーガーが居住していたアパートの大家でもあり、ヘンリー・ダーガーの死後に、彼の遺作としての『非現実の王国で』の原稿を発見した本人でもある。
ネイサンは1913年にアメリカ合衆国イリノイ州シカゴに生まれる。1972年、ネイサンが59歳の時に、死を迎えたヘンリー・ダーガーの部屋から、1万5000ページにも及ぶ長編小説を発見した。彼自身も芸術家であったことから、妻キヨコとともにヘンリー・ダーガーの名を世間に知らしめる活動に尽力した。
| スタブアイコン | サブスタブ | この項目は、まだ閲覧者の調べものの参照としては役立たない、人物に関連した書きかけの項目です。この項目を加筆・訂正などしてくださる協力者を求めています（P:人物伝/PJ:人物伝）。 |